# Impatiens ruiliensis
Impatiens ruiliensis är en balsaminväxtart som beskrevs av S. Akiyama och H. Ohba. Impatiens ruiliensis ingår i släktet balsaminer, och familjen balsaminväxter. Inga underarter finns listade i Catalogue of Life.